# Пилчер, Джон
Джон Артур Пилчер (англ. John Arthur Pilcher; 1912—1990) — британский дипломат, завершивший карьеру в качестве посла Её Величества на Филиппинах (1959—1963), Австрии (1965—1967) и Японии (1967—1972)

## Биография
Дипломатическая карьера Джона Пилчера началась в 1935 году. В 1940 году был назначен вице-консулом в Китае. В 1959—1963 годах был послом Великобритании на Филиппинах. В 1965—1967 годах посол Великобритании в Австрии. В 1967—1972 годах посол Великобритании в Японии. В 1972 году закончил свою дипломатическую карьеру.

## Награды
Рыцарь Великого Креста ордена Святого Михаила и Святого Георгия.